# 湘鄂赣革命根据地旧址
28°18′02″N 114°15′32″E / 28.30056°N 114.25889°E
湘鄂赣革命根据地旧址位于中国江西省万载县仙源乡，是第二次国内革命战争期间中国共产党及红军创建湘鄂赣革命根据地所留下的史迹，包括中共湘鄂赣省委旧址、湘鄂赣省苏维埃政府旧址、中央军事政治学校第五分校旧址、中国湘鄂赣省委《红旗》报社旧址、湘鄂赣省军区旧址五处，2006年被列为第六批全国重点文物保护单位。
中共湘鄂赣省委旧址位于仙源村月山下，为清末所建的土木结构民居，建筑面积748平方米。
湘鄂赣省苏维埃政府旧址位于今仙源乡政府院内，为清末所建的砖木结构民居，建筑面积1010平方米。
中央军事政治学校第五分校旧址位于新市村龙背上段心，原为袁氏宗祠，土木结构，建筑面积410平方米。
中国湘鄂赣省委《红旗》报社旧址位于仙源村，原为王氏宗祠，砖木结构，建筑面积734平方米。
湘鄂赣省军区旧址位于仙源村，为土木结构民居，建筑面积239平方米。